# Franz Sales Gebhardt-Westerbuchberg
 Franz Sales Gebhardt-Westerbuchberg (* 29. Januar 1895 in Schwandorf; † 17. Februar 1969 auf dem Westerbuchberg, Übersee am Chiemsee) war ein deutscher Maler, der im Chiemgau wirkte.

## Leben
Gebhardt wurde als Hafnermeistersohn geboren. Die Eltern besaßen das Wohnhaus neben dem Kirchturm der Pfarrkirche St. Jakob in Schwandorf.
Vor Beginn des Studiums an der Kunstgewerbeschule München im Jahre 1920 hatte er Auslandsaufenthalte als Hotelfachmann und bei einer Kriegsgefangenschaft in England. Während seines anschließenden Studiums an der Akademie der bildenden Künste verkaufte er die ersten Bilder. 1927 verbrachte der Maler ein Jahr in Spanien und wurde dort stark von der spanischen Kunst des Barock und des Manierismus beeinflusst. Nach der Rückkehr nach München fand seine erste Ausstellung bei den „Juryfreien“ statt. Es folgten Aufträge für Porträts und Gebrauchsgrafik.
Gebhardt-Westerbuchberg heiratete die Bildhauerin Käthe Seele und übersiedelte mit ihr in ihre Heimatstadt Braunschweig, wo er kaufmännische Aufgaben im Betrieb der Familie Seele übernahm. 1934 erwarb das Paar einen Bauernhof auf dem Westerbuchberg bei Übersee am Chiemsee. Während des Zweiten Weltkriegs arbeitete er als Kriegsberichterstatter in Russland, Südfrankreich und Istrien.
1940, 1942 und 1943 waren Bilder von ihm bei der Großen Deutschen Kunstausstellung im Haus der Deutschen Kunst in München zu sehen, zudem 1940 bei der Ergänzungsausstellung. Bei der Ausstellung Deutsche Künstler und die SS 1944 in Breslau wurde von ihm das Bild „Übersee“ ausgestellt.
Gegen Kriegsende geriet er kurzzeitig in amerikanische Gefangenschaft, kehrte aber bald an den Chiemsee zurück. Neben der künstlerischen Tätigkeit bewirtschaftete er dort seinen Hof. Er wurde Mitglied der Neuen Münchner Künstlergenossenschaft und nahm an der jährlichen Großen Münchner Kunstausstellung im Haus der Kunst teil.
Anfang der 1950er Jahre verpachtete er die Landwirtschaft, um sich ganz der Malerei zu widmen. Es entstanden Landschaftsgemälde der Chiemsee-Gegend, Stillleben, Selbstporträts und religiöse Bilder, in den 1960er Jahren auch eine Reihe von illustrierten Monotypien. 1964 wurde er mit dem Nordgau-Kulturpreis der Stadt Amberg in der Kategorie „Bildende Kunst“ geehrt.
Den Nachlass verwalten die Söhne Fritz und Peter Gebhardt-Seele in Prien-Siggenham in der Galerie Gebhardt-Westerbuchberg.

## Ausstellungen
- 1957 Rom
- 1958 Mailand
- 1959 Große Kunstausstellung München
- 1962 Große Kunstausstellung München
- 1967 Ausstellung der Stadt Regensburg mit Katalog
- 1971 Kunstverein Regensburg
- 1995 Bayerische. Landesbank – Galerie München Prien
- 2003–2004 Ausstellung mit ca. 100 Werken in Galerie Westerbuchberg
- 2024 Buchheim-Museum